# Lily Witherfield
Lily Witherfield az Odaát (Supernatural) című televízióssorozat kitalált szereplője, akit Jessica Harmon alakít. Lily a sorozat egyik mellékszereplője.

## Háttér
Lily egy fiatal lány, aki 23 éves korában San Diegóban lakott, amikor is barátnőjéhez hozzáérve rájött, különleges képesség birtokában van: érintésével képes embert ölni. A lány ezek után lakásába zárkózva, külvilággal érintetlenül kezdett új életet. Lily egy az Azazel által kiválasztottaknak.

## 2. évad
Lily az évad végén jelenik meg, amikor Azazel elrabolja és egy kihalt városba hurcolja, ahol találkozik néhány szintén különleges képességű fiatallal: Sammel, Andy-vel, Avával és Jake-kel. A démon azt az utasítást adja az öt kiválasztottnak, hogy öljék meg egymást, a végén pedig csak egy maradhat. Lily ennek ellenére megpróbálja elhagyni a várost, és meghal. A Többiek azt hiszik, hogy Azazel ölte meg szökési kísérlete miatt, pedig valójában Ava, aki ekkora már képes irányítani a gyengébb démonokat.